# Telcine Turner-Rolle
Telcine Turner-Rolle (3 tháng 12 năm 1944 – 17 tháng 5 năm 2012) là một nhà giáo dục, nhà viết kịch và nhà thơ người Bahamas.

## Tiểu sử
Bà sinh ra ở New Providence và được giáo dục tại Đại học West Indies tại Đại học Tây Bắc và tại Viện Văn học thiếu nhi. Bà kết hôn với James O. Rolle vào tháng 6 năm 1974; họ có một con trai, Arien. Bà đã giảng dạy tại một số trường trung học và tại Trường Cao đẳng Sư phạm Bahamas. Turner-Rolle gia nhập Đại học Bahamas năm 1976 và sau đó trở thành chủ tịch nhân văn ở đó.
Bà đã xuất bản một tập thơ cho trẻ em Song of the Surreys và cũng chỉnh sửa một số bộ sưu tập các tác phẩm của các sinh viên từ các lớp viết sáng tạo của bà. Turner-Rolle nổi tiếng với vở kịch Woman Take Two; nó đã được trao giải thưởng Viết kịch trong cuộc thi văn học kỷ niệm 25 năm của Đại học West Indies. Bà là một phần của Vòng tròn kịch Bahama và giúp sân khấu sản xuất sân khấu mùa hè tại khán phòng của Trường Cao đẳng Sư phạm Bahamas.
Bà qua đời ở tuổi 67.